# خدرنق شمالي أصفر
خدرنق شمالي أصفر (الاسم العلمي: Cheiracanthium mildei) هو نوع من العناكب يتبع جنس الخدرنق من فصيلة العناكب الكيسية.